# フニクリ・フニクラ
「フニクリ・フニクラ」（ナポリ語: Funiculì funiculà）は、1880年に作曲、発表されたイタリアの大衆歌謡。

## 概要

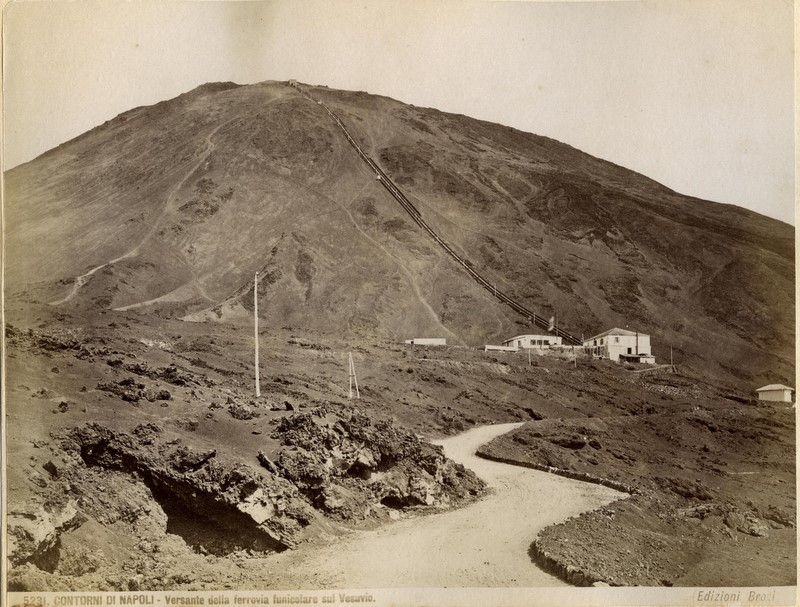
19世紀のヴェスヴィオ火山。歌の題材であるケーブル鉄道が山の上まで敷設されている様子が確認できる

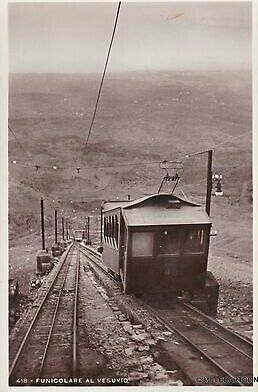
1930年代当時のケーブルカー

1880年にヴェスヴィオ火山の山頂までの登山鉄道（ケーブルカー、イタリア語では「フニコラーレ（Funicolare）」）の「ヴェズヴィアナ鋼索線」が敷設されたが、当初は利用者が少なかった。そこで運営会社が、親しみのある歌と共に鉄道を普及させるイタリアらしい宣伝戦略を立て、作曲家のルイージ・デンツァが作曲し、ジャーナリストのジュゼッペ・トゥルコ（1846年 - 1907年）が作詞し、1880年に本作が生まれた。これは、世界最古のコマーシャル・ソングと称されている。歌詞は、地元ナポリの方言であるナポリ語で書かれており、内容は、ケーブル鉄道とヴェスヴィオ火山を題材としつつ、イタリア語で女性名詞であるケーブル鉄道に女性を連想させつつ、部分的に、男性が女性に愛を語る二重の意味に受け取ることができるというイタリアらしい遊び心のある内容となっている。曲は、地元ナポリ発祥の舞曲である6/8拍子のタランテラであり、そのリズム的特徴が楽しい登山の気分を演出するのに成功している。
曲名である"Funiculì funiculà"とは言葉遊びである。地元ナポリの方言であるナポリ語において、ケーブルカーを"funniculàre"（フンニクラーレ）と言い、その語尾をイタリア語で「あっち」を意味する副詞"là"とみなして、既にある"là"までで短縮し、またその"là"を、イタリア語で「そっち」を意味する副詞"lì"に置き換えた変化形を創作し、それを繰り返すことで、「ケーブルカーでそっちへ、ケーブルカーであっちへ」という意味となる。日本語にある「なんだ坂、こんな坂」に似た言葉遊びに該当する。
題材となったケーブル鉄道は、1944年に発生したヴェスヴィオ火山の大噴火によって壊滅的な被害を受け、あえなく廃線となった。その後、現在に至るまで廃業されたまま忘れ去られた存在となっているが、この歌曲だけが残って親しまれている。各国の言語に翻訳されたり、替え歌としての歌詞が付けられたりして、この楽しい音楽が世界で親しまれているが、国によって知名度は大きく異なり、イタリア国内では一般に知名度は高くない。日本では、後述の通り「鬼のパンツ」の替え歌で普及し、原曲も知名度が非常に高い。

## 歌詞
多くの有名なイタリア歌手たちが本作を歌っているが、一部異なる歌詞が出回っている。それは、方言の変種的表現があるせいと、特定の歌手が個人的に変えて歌っているせいとが考えられる。下記において、角括弧で囲まれた句は合いの手による復唱を意味する。
| ＼ | ナポリ語 | 別稿 | 日本語訳 |
| -- | --- | --- | --- |
| 1  | Aisséra, oje Nanniné, me ne sagliette, tu saje addó. [Tu saje addó.] Addó 'stu core 'ngrato cchiù dispietto farme nun pò! [farme nun pò] Addó lu fuoco coce, ma si fuje te lassa sta! [Te lassa sta!] E nun te corre appriesso, nun te struje sulo a guardà. [sulo a guardà]                       | | あぁ、幸っちゃん、昨晩、俺は登ったんだ、 どこへか君は知ってる。[どこへか君は知ってる。] この無慈悲な心が、これ以上激憤（噴火）できない場所へ！[できない！] 炎（怒り）が燃え盛っていても、もし君が逃げれば、君を煩わせないでおいてくれる場所へ！[君を煩わせないでおいてくれる！] そして、（炎は）君を追わず、君を苦しめず、 ただ静観しているだけ。[ただ静観しているだけ。]                                     |
| R  | Jammo, jammo 'ncoppa, jammo jà, funicu-lì, funicu-là! funicu-lì, funicu-là! 'ncoppa, jammo jà, funicu-lì, funicu-là! | Jamme, jamme 'ncoppa, jamme jà, funicu-lì, funicu-là! funicu-lì, funicu-là! 'ncoppa, jamme jà, funicu-lì, funicu-là! | 行こう、高みへ行こう、上へ行こう、 ケーブルカーでそっちへ、ケーブルカーであっちへ！ ケーブルカーでそっちへ、ケーブルカーであっちへ！ 高みへ、上へ行こう、 ケーブルカーでそっちへ、ケーブルカーであっちへ！ |
| 2  | Né, jammo da la terra a la muntagna! Nu passo nc'è! [Nu passo nc'è!] Se vede Francia, Proceta e la Spagna... Io veco a tte! [Io veco a tte!] Tirato co la fune, ditto 'nfatto, 'ncielo se va. ['Ncielo se va.] Se va comm' 'a lu viento a l'intrasatto, guè, saglie, sà! [Guè, saglie, sà!]        | Né, jamme da la terra a la muntagna! Nu passo nc'è! [Nu passo nc'è!] Se vede Francia, Proceta e la Spagna... Io veco a tte! [Io veco a tte!] Tirato co la fune, ditto 'nfatto, 'ncielo se va. ['Ncielo se va.] Se va comm' 'a lu viento a l'intrasatto, guè, saglie, sà! [Guè, saglie, sà!] | さあ、ふもとから山へ行こう！ 山道はない（中を登って行こう）！[山道はない！] （そこからは）フランス、プロチダ島、スペインが見える…… 私には君（ケーブルカー）が見える！[私には君が見える！] ケーブルで引っ張られ、言うやいなや、 天へ行くんだ（君は僕に引っ張られて天国のように幸せになるんだ）。[天へ行くんだ。] 突風のように行くんだ、 見よ、登れよ、行けよ！[見よ、登れよ、行けよ！]                         |
| R  | Jammo, jammo 'ncoppa, jammo jà, funicu-lì, funicu-là! funicu-lì, funicu-là! 'ncoppa, jammo jà, funicu-lì, funicu-là! | Jamme, jamme 'ncoppa, jamme jà, funicu-lì, funicu-là! funicu-lì, funicu-là! 'ncoppa, jamme jà, funicu-lì, funicu-là! | 行こう、高みへ行こう、上へ行こう、 ケーブルカーでそっちへ、ケーブルカーであっちへ！ ケーブルカーでそっちへ、ケーブルカーであっちへ！ 高みへ、上へ行こう、 ケーブルカーでそっちへ、ケーブルカーであっちへ！ |
| 3  | Se n'è sagliuta, oje né, se n'è sagliuta, la capa già! [La capa già!] È gghiuta, po' è turnata, po' è venuta, sta sempe ccà! [Sta sempe ccà!] La capa vota, vota, attuorno, attuorno, attuorno a tte! [Attuorno a tte!] Stu core canta sempe 'nt'o taluorno: Spusamme, oje né! [Spusamme, oje né!] | | （ケーブルカーは）登りきった、おぉそうだ、登りきったのだ、 今や頂上！[今や頂上！] （ケーブルカーは）行って、そして方向転換して、そしてまたやって来た、 （ケーブルカーは）いつもここ（山）にいる！[いつもここにいる！] ケーブル（私）は回る、回る、周りを、周りを、 君（ケーブルカー）の周りを！[君の周りを！] この心はいつも風に向かって歌う： 私と結婚してくれ、おぉそうだ！[私と結婚してくれ、おぉそうだ！] |
| R  | Jammo, jammo 'ncoppa, jammo jà, funicu-lì, funicu-là! funicu-lì, funicu-là! 'ncoppa, jammo jà, funicu-lì, funicu-là! | Jamme, jamme 'ncoppa, jamme jà, funicu-lì, funicu-là! funicu-lì, funicu-là! 'ncoppa, jamme jà, funicu-lì, funicu-là! | 行こう、高みへ行こう、上へ行こう、 ケーブルカーでそっちへ、ケーブルカーであっちへ！ ケーブルカーでそっちへ、ケーブルカーであっちへ！ 高みへ、上へ行こう、 ケーブルカーでそっちへ、ケーブルカーであっちへ！ |

- 冒頭に現れる女性の名前"Nanniné"は、南イタリアで親しい女性の呼称である"Anna"の愛称"Nanna"に、愛しいものを表すナポリ語の接辞尾"iné"を付けたものである。"Anna"は、エジプト語の「アムン神に愛された者」に由来する"Marianna"の短縮形であり、ヘブライ語の「Hannah」（恵み、慈悲、祝福）に由来する[3]。日本で言えば「幸っちゃん」のような意味を持つ名の愛称に該当する。この名は、歌詞の中の表現「無慈悲な心」と相反するように配置されている。
- 1番歌詞"Tu saje addó.（君は知っている。）"は他の言語への翻訳において疑問文とされているものがあるが、原文の文末には"il punto interrogativo（疑問符）"が付いておらず、疑問文ではない。イタリア語において、通常文と疑問文は完全に同一であり、印刷物上では疑問符が文末に付いているかどうかが決め手となり、会話上では文末を上げて発音したかどうかが決め手となる。そのことから、イタリア歌曲の永い伝統として、作曲家はこの点を常に意識して文末の旋律の高低を処理しており、ここでは文末の旋律が低い音へと順次進行で下りていることからも、疑問文ではないと判定される。動詞が"congiuntivo（接続法）"の形を採っていないが、「君は知っているだろう」という推察の意を通常文で簡易的に表現していると捉えられる。
- 1番歌詞"dispietto"は「腹いせの」・「癇癪を起こした」という意味の形容詞で、火山の噴火を暗示している。
- リフレイン中の「行こう」は"jammo"と"jamme"の2種類が出回っているが、ナポリ語辞書において動詞"ji"の一人称複数現在形は"jammo"とされている[4]。しかし実際には、多くのナポリ出身の歌手たち（例えば「ナポリの声」と称されたナポリ出身の歌手セルジョ・ブルーニ ）が、"jamme"（"jammu"に近い発音）で歌っている。
- リフレイン中の"Jammo, jammo 'ncoppa, jammo jà"を、イタリアの有名歌手ルチアーノ・パヴァロッティは"Jammo, jammo, jammo jammo jà"と変えて歌うことを好んでいる[5]。録音によって、正しくも歌っているが、ひとつの録音の中でも、正しく歌ったり、変えて歌ったり混在している場合もあるDenza: Funiculì, funiculà - YouTube。
- リフレイン中の"coppa"は「頂上」という意味も「高み」という意味もある。歌詞3番では"la capa"（頂上）という明確な表現が現れる。
- リフレイン中の"funicu-lì, funicu-là"は、イタリア語らしい言葉遊びである。イタリア語において、動詞（原形または主語Leiを除く命令形）の末尾に各種人称代名詞や場所を示す代名小詞"ci"が結合するが、結合した代名詞・代名小詞をきちんと発音して相手に聞かせる配慮が常に必要である。例えば、"Mangiala!"（命令形二人称単数/女性名詞の代名詞：それを食べろ！）、"Leggeteli!"（命令形二人称複数：君たちはそれらを読め！）、"Andiamoci!"（命令形一人称複数：そこへ行こう！）である。これらと同様に、"funicu-lì, funicu-là"では"lì"と,"là"を明確に発音する配慮が必要となる。（accento付きの"lì"は「そこへ」を意味する副詞、accento無しの"li"は三人称複数の代名詞、accento付きの"là"は「あそこへ」を意味する副詞、accento無しの"la"は三人称単数の女性代名詞であり、それぞれaccentoの有無によって意味と機能が異なる。）
- 2番歌詞中の"passo"は一般には「歩み」を意味し、ケーブルカーで登ることを、歩く必要がないという意味で"Non c'è un passo!（歩みはない）"と言っていると理解することは可能であるが、ここでは単数形のため、「山道」という意味の"passo"と捉えると、前後の文章と共に、「山道がない中をケーブルカーで突風のように登ろう」という意味が浮かんでくる。
- 2番歌詞中の"ditto 'nfatto"は、慣用句"ditto fatto"の変形と考えられ、「言うや否や（あっという間に）」という意味となる。
- 3番歌詞中の"la capa"には「頂上」と「ロープ（広義）」という異なる意味があるため、ここではその2種の意味をあえて巧みに使い分けている詩的効果が考えられる。なぜならば、3番歌詞後半において「"la capa"が君の周りを回る」と歌っているため、「頂上」は回るものではなく、それでは意味が成立しない。上がって下がって、環状に回っている「ケーブル」が3番歌詞後半における"la capa"の意味であると解することができる。3番歌詞冒頭の"la capa"は、"Se n'è sagliuta（登った）"（動詞が女性形のため主語はケーブルカー）と言っているため、それは「頂上」の意味であると理解される。

## 引用・転用
本作を知ったリヒャルト・シュトラウスは、これがイタリアに古くから伝わる民謡であると勘違いし、1886年に作曲した交響的幻想曲『イタリアから』（Aus Italien） に「フニクリ・フニクラ」のメロディーを取り込んでしまった。それを知ったデンツァはシュトラウスを訴えて勝訴し、以降この曲が演奏されるごとにシュトラウスはデンツァに対して著作権料を支払っていた。
グスタフ・マーラーの『少年の魔法の角笛』（1899年出版）中の「美しいラッパが鳴りひびくところ」が「フニクリ・フニクラ」に類似しているという指摘がある。
ニコライ・リムスキー=コルサコフの『ナポリの歌』作品63（1907年）も「フニクリ・フニクラ」の主題を使った管弦楽曲である。
アルフレード・カゼッラは『イタリア』作品11（1909年）の後半に使用している。リヒャルト・シュトラウスと異なってカゼッラはデンツァが作曲者であることを知っており、著作権の問題を解決した上で使用した。
アルノルト・シェーンベルクは1921年に室内楽用に編曲している（クラリネット、ギター、マンドリン、弦楽三重奏）。
ハーマン・ベルステッド (Herman Bellstedt) による『ナポリ民謡の変奏曲』は、「フニクリ・フニクラ」の主題を使ったコルネットのための技巧的な変奏曲として知られる。
アネット・ファニセロが1960年発売のアルバム『ITALIANNETTE』で「Dream Boy」という曲名でアレンジしたバージョンをカバーした（1961年にシングルカット）。歌詞はシャーマン兄弟が新たに書き下ろした。

## 日本における「フニクリ・フニクラ」
初期の日本語版歌詞としては1929年に二村定一が「となり横丁」（作詞：時雨音羽）の題で、1935年に三浦環が妹尾幸陽の訳詞により原題通りの「フニクリ・フニクラ」の題でそれぞれ吹き込んでいる。
また、1961年4月-5月に開始して間もない『みんなのうた』で紹介された、青木爽と清野協による訳詞のものが知られる。原曲の意図に沿って火山や登山電車を歌っているが、男性から女性への情熱的な恋愛感情については触れておらず、翻案がみられる。『みんなのうた』での放送後、視聴者からの楽譜の希望が多かった曲の一つである。なお当初は「登山電車」というタイトルで放送されていたが、1970年6月-7月にリメイクされた時に、原題通りの「フニクリ・フニクラ」と改題された。この青木爽と清野協による訳詞版は、細野晴臣がアルバム『フィルハーモニー』でカバーしている。
そのほか、子ども向けの替え歌として、鬼の穿いているパンツが丈夫であることを歌う「鬼のパンツ」（おにのパンツ）という歌がある。JASRACには作詞者不詳として登録されている。1971年11月発行の『小三教育技術』『小四教育技術』（小学館）の「特別企画 音楽会学芸会のアイデアと資料」において、YWCAキャンプソング収録の「登山電車」の替え歌として紹介され、特に後者では、ツノ（おにの）、拍手（ぱん）、V字サイン（つー）といった振り付けも紹介された。
1975年に『おかあさんといっしょ』において、うたのおにいさんである田中星児の歌で発表され、1980年には田中盤シングル（ビクター KV-2020）が発売された。田中は「きみのパンツはだめパンツ」という2番を作詞して追加しており、シングルのジャケットには「作詩不詳（1番）、田中星児補作詩（2番）」と記載されている。その後の出版物では、1番も含めて田中が作詞者としてクレジットされていることもある。
その後、「鬼のパンツ」はこどものうたとして広く歌われるようになった。オリエンタル・マグネチック・イエローがアルバム『O.M.Y. SOLO WORKS』でカバーしている。速水けんたろうは「トラのパンツ」の題名で替え歌を歌唱している。歌詞には、トラ、リス、ゾウ、タコの動物が登場する。最後には『ぼく』の一人称がつく（1999年11月17日発売の『けんたろうとミクのワイワイキッズ けんたろうお兄さんのあそびうた 1』に収録。その後もポニーキャニオンから発売される童謡CDにしばしば収録された）。また、かつてシグナルから「オニのパンツ」というキャラクター文具が発売されており、商品には「鬼のパンツ」の歌詞の一部が記載されていた。
1991年に桃屋が発売した「チキンライスがすぐできる」という商品のテレビCMに使われた。（姉妹品として「ドライカレーがすぐできる」「野菜ライスがすぐできる」も同時発売。）
嘉門タツオは、フニクリフニクラを独自の歌詞でカバーし、1993年発売のアルバム『NIPPONの楽しみ』に収録した。2015年には高田純次の歌で「適当行進曲〜いつも素敵でごめんなさい〜」（作詞：中鉢比呂也）という題でポニーキャニオンから発売されている。この他、山陽電気鉄道、千葉県総合住宅展示場、山一證券、ブックライブのCMソングとして使われていたこともあった。
二次元キャラクタープロジェクトである「超人的シェアハウスストーリー『カリスマ』」が2021年12月14日にリリースした楽曲「おつカリスマ!忘年会」（歌：七人のカリスマ）は、本楽曲を基に作られた。
クリクラのCMソングにも使われており、楊玲楊晶によるクリクラ体操もある。
北大阪急行電鉄では、江坂駅を除くすべての駅で接近予告メロディとして使用されている。

### 絵本
- 『わらべうたえほん おにのパンツ』
  - 構成・絵：鈴木博子。ひさかたチャイルド、2013年。ISBN 978-4-89325-889-2
- 『うたえほん おにのパンツ』
  - 絵：長谷川義史。フレーベル館、2018年。ISBN 978-4-577-04661-6